# Jyrki Tasa
Jyrki Tapio Tasa, född 23 april 1944 i Åbo, är en finländsk arkitekt.

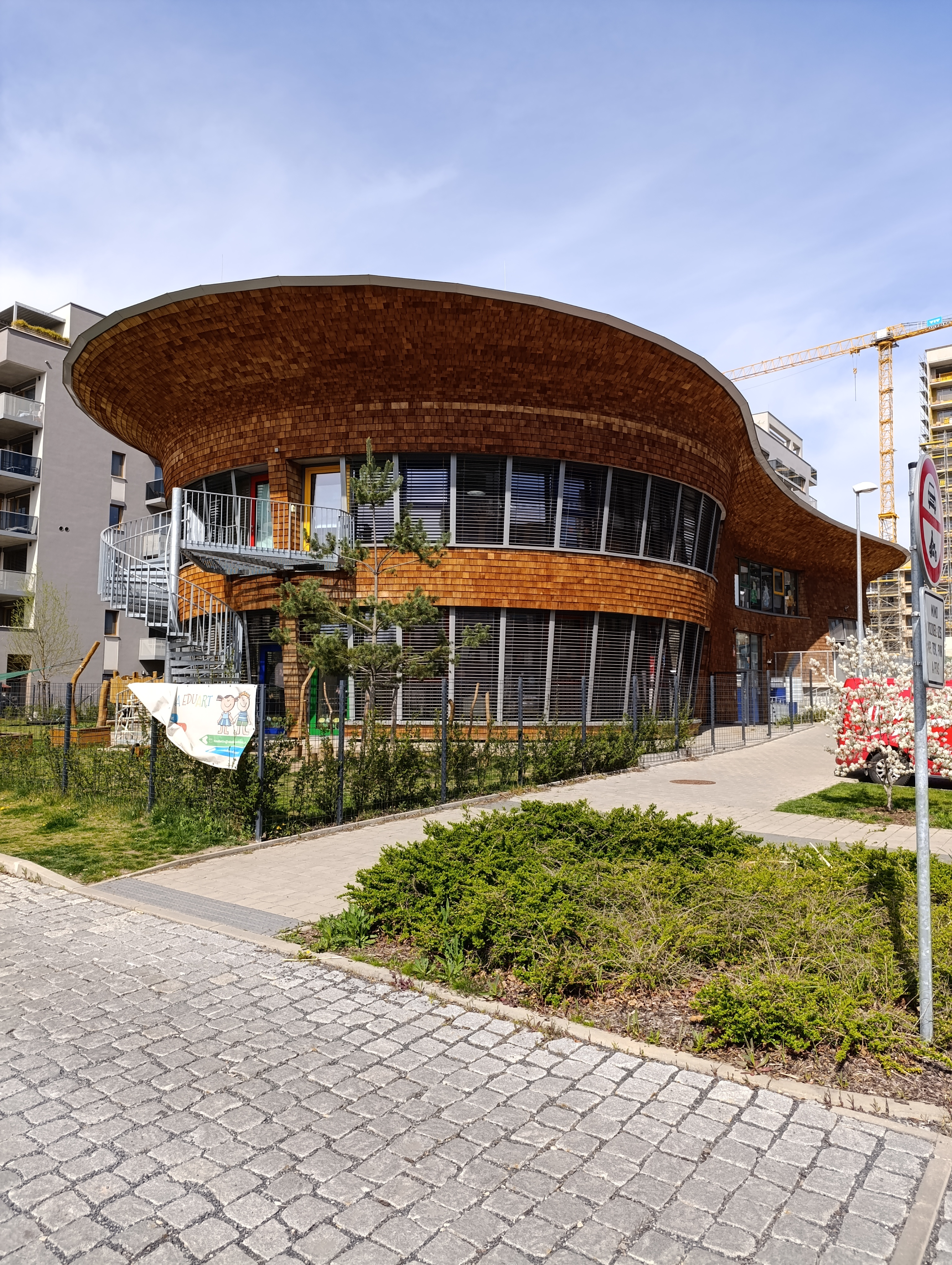
Förskola i Prag

Tasa grundade 1973 arkitektbyrån Nurmela-Raimoranta-Tasa tillsammans med kollegerna Kari Raimoranta och Matti Nurmela. Byrån är framgångsrik och har vunnit många nationella tävlingar; därifrån härstammar flera offentliga byggnader tillhörande bland annat Åbo universitet, Tekniska högskolan och Helsingfors universitet. Tillsammans med kollegerna ledde Tasa under senare delen av 2000-talets första decennium även renoveringsarbetet på institutionsbyggnaden Porthania i Helsingfors.
N-R-T fick ett särskilt uppsving under postmodernismen på 1980-talet; från denna period härstammar bland annat posthuset i Malm (1986), köpcentret Be-Bop i Björneborg (1989) och ett flertal daghem, skolor och allaktivitetshus i Helsingfors och Esbo. På senare tid har bl.a. enfamiljsvillorna "Into" (1998) och "Moby Dick" (2003), båda i Esbo, rönt internationell uppmärksamhet.
Tasa verkar sedan 1991 som professor i modern arkitektur vid Uleåborgs universitet och har även föreläst vid Tekniska högskolan och Konstindustriella högskolan i Helsingfors.